# چوواش-کوبوو
چوواش-کوبوو (انگلیسی: Chuvash-Kubovo) یک شهرک در شهرستان ایگلینسکی استان باشقیرستان کشور روسیه است.